# Pluto: Urasawa × Tezuka
Pluto: Urasawa × Tezuka (jap. PLUTO) ist ein Manga von Naoki Urasawa. Die Serie ist eine Neuinterpretation einer Geschichte aus Osamu Tezukas Mangaserie Astro Boy. Die Science-Fiction-Geschichte spielt in einer fernen Zukunft und erzählt von einer Mordserie an Robotern und Wissenschaftlern, die auf einen vergangenen Krieg zurückgeht. Der Manga erschien in Japan von 2003 bis 2009, wurde in mehrere Sprachen übersetzt und 2023 als Anime adaptiert.

## Inhalt
In der Zukunft leben Roboter und Menschen in friedlicher Koexistenz miteinander. Dabei lassen die Fortschritte in künstlicher Intelligenz die Roboter immer menschenähnlicher werden. Diese können allerdings durch ihre Programmierung Menschen keinen Schaden zufügen. Als eine Mordserie an Robotern und Menschen beginnt, deutet alles darauf hin, dass jemand Jagd auf die sieben mächtigsten Roboter der Welt macht sowie auf eine Reihe von Wissenschaftlern, die alle gemeinsam an einer Forschungsmission beteiligt waren. Nach den ersten beiden Morden am berühmten Roboter Montblanc und dem Mensch Bernhard Lanke, Vorkämpfer für die Rechte von Robotern, übernimmt der deutsche Roboter-Inspektor Gesicht aus Düsseldorf die Ermittlungen. Kurz darauf werden der Kampfroboter North Nr 2, der sich als Butler vom Kampf zurückgezogen hat, und ein weiterer Wissenschaftler getötet. Gesicht zählt ebenfalls zu den sieben fortgeschrittensten seiner Art, sodass auch er selbst Ziel des Täters ist. Das gilt auch für den jungenhaften Roboter Atom, der Gesicht unterstützen will. Während der Ermittlungen treten die übrigen der sieben mächtigsten Roboter miteinander in Kontakt. Hinter den Morden scheint die Rolle der Wissenschaftler und der Roboter im 39. Zentralasiatischen Krieg zu stehen, in dem das Land Persien von einer internationalen Mission besetzt wurde. Der Nachbar Thrakien hatte es beschuldigt, Roboter als Massenvernichtungswaffen zu bauen. Diese sollte die Bora-Forschungsmission finden, an der die ermordeten Wissenschaftler teilnahmen. Obwohl keine Waffen gefunden wurden, wurde Persien angegriffen und schließlich besiegt. Die meisten der mächtigsten Roboter kamen dabei zum Einsatz, um die Roboter-Armee Persiens zu vernichten, und auch der Einsatz der menschlichen Armeen forderte viele Opfer.

## Entstehung und Veröffentlichung
Die Geschichte wurde von Naoki Urasawa und Takashi Nagasaki auf Grundlage des Mangas Astro Boy von Osamu Tezuka geschrieben, deren Protagonist unter dem Namen Atom auch in dieser Version eine wichtige Rolle spielt. Die Prämisse geht auf die Geschichte Der größte Roboter auf Erden zurück, die auf Deutsch im dritten Band von Astro Boy erschienen ist. Urasawa hat sich innerhalb dessen aber auch Anspielungen auf andere Astro-Boy-Abenteuer sowie andere Werke Osamu Tezukas erlaubt. Er musste vor der Veröffentlichung seiner Version die Grundidee für Pluto von Macoto Tezka (Künstlername), dem Sohn von Osamu Tezuka, absegnen lassen. Tezka bestand dabei vor allem darauf, dass es sich nicht um eine Hommage oder eine Parodie des Werks Astro Boy handele, sondern um eine eigene Interpretation Urasawas, deren Stil seinen vorherigen Werken treu bleiben solle, anstatt Osamu Tezuka zu kopieren.
Der Manga wurde in Japan von September 2003 bis April 2009 im Manga-Magazin Big Comic Original des Verlags Shogakukan veröffentlicht, später erschienen die Einzelkapitel auch in acht Sammelbänden. Die englische Übersetzung erschien bei Viz Media in den USA, eine spanische bei Planeta DeAgostini und eine niederländische bei Glénat. Planet Manga veröffentlichte die Serie in Italien und Brasilien, Kana in Frankreich und Hanami in Polen. Bei Tong Li Publishing erschien in Taiwan eine chinesische Fassung. Carlsen Comics brachte von Oktober 2010 bis Dezember 2011 alle Bände auf Deutsch heraus. Die Übersetzung stammt von Jürgen Seebeck.

## Bühnenstück
Eine erste Theateradaption des Stoffes wurde 2015 im Bunkamura Theater Cocoon in Tokio aufgeführt. Eine zweite Theaterproduktion feierte 2018 erneut im Bunkamura Theater Cocoon Premiere und ging danach auf Tour in die Morinomiya Piloti Hall in Osaka, nach Belgien, Großbritannien und in die Niederlande.

## Animeserie
Im Februar 2023 wurde erstmals eine Umsetzung des Mangas als Anime angekündigt. Die Verfilmung entstand bei Studio M2 unter der Regie von Toshio Kawaguchi. Das Charakterdesign entwarf Shigeru Fujita und die künstlerische Leitung lag bei Chikako Shibata. Die Tonarbeiten leitete Masafumi Mima, die Computeranimationen Takahiro Miyata und für die Kameraführung war Mitsuhiro Sato verantwortlich. Es entstanden acht Folgen mit 56 bis 71 Minuten Laufzeit. Die Serie wurde am 26. Oktober vollständig auf Netflix veröffentlicht, neben japanischer auch unter anderem mit deutscher und englischer Synchronfassung.

### Synchronisation
Die deutsche Synchronfassung entstand bei SDI Media Germany. Bei der ersten Folge führte Jakob Balogh Regie und Christian Hanisch schrieb das Dialogbuch, danach schrieb Balogh das Dialogbuch und Adrian Mendl führte Regie.
| Rolle   | Japanische Stimme (Seiyū) | Deutsche Stimme     |
| ------- | ------------------------- | ------------------- |
| Atom    | Yōko Hikasa               | Amira Leisner       |
| Gesicht | Shinshū Fuji              | Sebastian Winkler   |
| Uran    | Minori Suzuki             | Katharina von Daake |
| Pluto   | Toshihiko Seki            | Leonard Hohm        |

### Musik
Die Musik der Serie wurde komponiert von Yūgo Kanno. In der siebten Folge wird das Lied Borā no Uta (ボラーの歌) von Chiyuki Miura eingespielt.

## Rezeption
Naoki Urasawa wurde für den Manga 2005 mit dem Osamu-Tezuka-Kulturpreis und dem Exzellenz-Preis beim Japan Media Arts Festival ausgezeichnet. 2010 gewann der Manga den Seiun-Preis bei der Japan Science Fiction Convention. Die Bände des Mangas verkauften sich jeweils über 400.000-mal und gehörten nach Veröffentlichung zu den meistverkauften Mangas in Japan. International wurde die Serie unter anderem 2010 mit dem Prix Asie-ACBD und 2011 auf dem Festival International de la Bande Dessinée d’Angoulême ausgezeichnet.
Mit dem Manga übersetze Urasawa die „unvergessene Story“ Der stärkste Roboter der Welt von Tezuka gekonnt in die heutige Zeit und in eine moderne Ästhetik, so Andreas C. Knigge, und treffe dabei „einmal mehr ins Schwarze“. Die Verfilmung als Anime wurde von Kritikern bereits vorab als Highlight erwartet, so Dominic Konrad bei SWR2, da Urasawas für tiefgründige und spannende Geschichten bekannt sei. Sein Manga sei ein Denkmal für den als Schöpfer des Mangas verehrten Osamu Tezuka, der auch für Urasawa eine wichtige Inspirationsquelle sei, und besonders eine Hommage an Astro Boy. „Aus der vordergründigen Kriminalhandlung entfaltet sich in acht Bänden ein immer philosophischerer Exkurs über die Frage, was den Menschen zum Menschen macht, und was passiert, wenn Kriegswaffen eine Idee von menschlichem Gewissen entwickeln“, so Konrad. Und „[d]ie Frage, was Menschlichkeit ausmacht, beschäftigte Urasawa bereits in „Monster““.